# Вишинків
Вишинків (Вільшинків) (словац. Oľšinkov) — село в Словаччині, Меджилабірському окрузі Пряшівського краю. Розташоване в північно-східній частині Словаччини біля кордону з Польщею.
Уперше згадується у 1567 році. 

## Пам'ятки
У селі є православна церква Різдва Пресвятої Богородиці з 1720 року в стилі бароко, перебудована у 1891 році в стилі класицизму, з 1963 року національна культурна пам'ятка.

## Населення
| Рік:            | 1994. | 2004.    | 2014.    | 2024.    |
| --------------- | ----- | -------- | -------- | -------- |
| Кількість осіб: | 57    | 34       | 27       | 22       |
| Різниця:        |       | -40,35 % | -20,58 % | -18,51 % |

| Рік:            | 2023. | 2024.   |
| --------------- | ----- | ------- |
| Кількість осіб: | 21    | 22      |
| Різниця:        |       | +4,76 % |

В селі проживає 27 чол.
Національний склад населення (за даними останнього перепису населення — 2001 року):
- русини- 39,02 %
- українці- 39,02 %
- словаки- 17,07 %

Склад населення за приналежністю до релігії станом на 2001 рік:
- православні: 87,80 %,
- греко-католики: 4,88 %,
- римо-католики: 4,88 %,
- не вважають себе віруючими або не належать до жодної вищезгаданої церкви: 2,44 %